# Francisco García-Hidalgo y Peñalver
Francisco de Asís García-Hidalgo y Peñalver (Lucena, Córdoba, 5 de enero de 1799- ca. 1870) fue un político español.

## Biografía
Hijo de Francisco García-Hidalgo Illescas (La Puente de Don Gonzalo, 1746-1829) y de Ana de Peñalver y Álvarez Cienfuegos (Benamejí, 1764), casados en Lucena, provincia de Córdoba, el 1 de marzo de 1792.
García-Hidalgo y Peñalver se casó en Córdoba, en marzo de 1834, con María del Socorro Conde-Salazar y Acosta, marquesa de Conde Salazar.
Fue Diputado a Cortes en las Elecciones generales de España de 1840 por la provincia de Almería y en las elecciones de 1844, 1846, 1850, 1853 y 1857 por la circunscripción de Córdoba.
En 1853 fue nombrado ministro del Tribunal de Cuentas del Reino. Jubilado por Real Decreto del 5 de junio de 1859, recibió una prestación por invalidez de 40.000 rs. anuales, cuatro quintas partes de su sueldo de 50.000 rs.
Senador vitalicio desde 1864, formó parte en 1866 de la Comisión de Presupuestos de la Cámara Alta.